# Миловидовка (Сумская область)
Миловидовка (укр. Миловидівка) — село,
Подлесновский сельский совет,
Сумский район,
Сумская область,
Украина.
Код КОАТУУ — 5924786304. Население по переписи 2001 года составляло 155 человек.

## Географическое положение
Село Миловидовка находится на одном из истоков реки Сумка,
ниже по течению на расстоянии в 1,5 км расположено село Новосухановка.
В 1,5 км находится село Степное.